# Gare de Renaix
La gare de Renaix (en néerlandais : Station Ronse), est une gare ferroviaire belge de la ligne 86, de Basècles-Carrières à De Pinte. Elle est située, place Winston Churchill, au sud du centre-ville de Renaix, ville néerlandophone à facilités, dans la Province de Flandre-Orientale.
Gare de la Société nationale des chemins de fer belges (SNCB), elle est desservie par des trains Trains S et heure de pointe (P).

## Situation ferroviaire
Établie à 42 mètres d'altitude, la gare de Renaix est située au point kilométrique (PK) 0,000 de la ligne 86, de Renaix à De Pinte (seule section en service de la ligne d'origine), avant la gare d'Audenarde. Elle est historiquement située au PK 27,1 de la ligne 86, de Basècles-Carrières à De Pinte, mais Infrabel a mis à jour les PK en ne tenant compte que de la section en service, dont la gare de Renaix est l'origine en étant aussi un terminus en cul-de-sac.
C'était également une gare de bifurcation, située au PK 29,8 de la Ligne 87, de Tournai à Bassilly, entre les gares de Russeignies et d'Ellezelles (ligne fermée et déposée).

## Histoire

### Première gare de passage

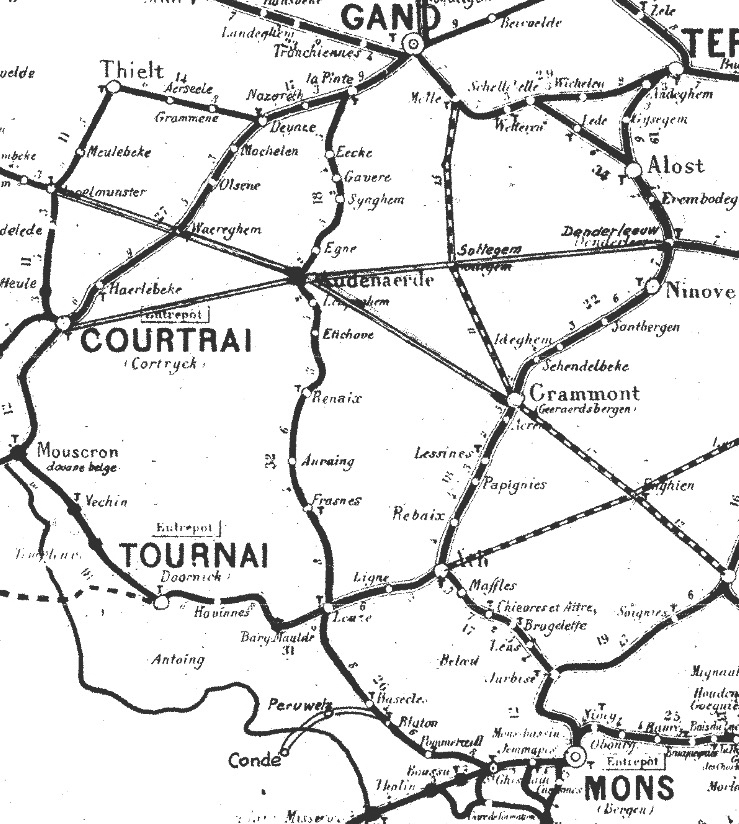
Au centre, la gare et la ligne en 1863.

La « station de Renaix » est mise en service, le 1er septembre 1861, par la Compagnie du chemin de fer Hainaut et Flandres lorsqu'elle ouvre à l'exploitation la dernière section, entre les gares de Leuze et Audenarde, de sa ligne de Saint-Ghislain à Gand-Sud (actuelles lignes 86 et 78). Renaix possède alors une simple station, dotée d'un bâtiment, située au croisement avec la rue d'Ath,.
Renaix devient une gare de bifurcation le 1er juin 1869, lorsque la Société générale d'exploitation de chemins de fer ouvre à l'exploitation les 27,937 km de la section de Courtrai à Renaix construite par la Compagnie des chemins de fer des bassins houillers du Hainaut, du chemin de fer de Braine-le-Comte à Courtrai (futures sections des lignes 83 et 87). Avant la fin de cette année 1869, l'exploitation est ouverte sur la « courbe raccordant la ligne de Renaix à celle de Renaix-Anvaing de 540 mètres ». Dans les années 1870 d'autres projets de lignes desservant Renaix donnent lieu à des concessions « Renais-Lessines (1872), Zottegem-Renaix (1875) et Renaix-Tournai (1876) », ce qui a terme fera de la gare de Renaix le centre d'une étoile à six branches, certaines bifurcations se trouvant à distance de Renaix (Amougies et Ellezelles). Cette situation prévisionnelle incite les édiles et les industriels locaux à réclamer avec insistance un agrandissement important des installations de la gare qui ne font plus face à la poussée du trafic et dont le bâtiment, petit et de style fonctionnel, n'a pas les qualités réclamées par une ville de l'envergure de Renaix.

### Deuxième gare de passage
Ces doléances sont entendues par le ministre des travaux publics Auguste Beernaert, qui étant au même moment sollicité par la ville de Bruges qui connaissait un problème de même type avec sa gare, décide de déconstruire le bâtiment des recettes de Bruges, édifié en 1844 par l'architecte Auguste Payen, pour le reconstruire à Renaix, en faisant des économies sur les coûts de conception et de matériaux. Une adjudication est organisée, à midi le 21 mai 1878 dans l'ancienne salle d'attente de première classe de la gare de Gand, pour un chantier comportant « la démolition du bâtiment des recettes de la station de Bruges et sa reconstruction à la station de Renaix », l'évaluation du coût de ce chantier est de 38 263,34 BEF.
L'opération a lieu en 1879 : le bâtiment a été démantelé brique par brique, chargé dans des trains pour Renaix et reconstruit là-bas. Il convient de mentionner qu’une erreur a été commise: la façade qui à Bruges était du côté de la rue donne maintenant sur les voies. La gare a donc fait une rotation de 180° par rapport à sa situation à d'origine, mais cela n’est pas vraiment perceptible car les deux façades se ressemblent. Le "nouveau" bâtiment de Renaix a été inauguré en 1881.
Le bâtiment d'origine de Renaix est alors démoli et son emplacement est réutilisé pour doter la ville d'une nouvelle halle à marchandises, qui entre en fonction en 1886. Devenue à son tour trop petite, des plans sont émis en 1910-1914 pour sa rénovation mais il faut attendre 1924 pour que la halle soit dotée d'une extension portant sa longueur à 120 m, soit le triple du bâtiment des voyageurs. Ses grandes dimensions témoignent de l'importance de Renaix dans l'industrie lainière au XXe siècle.

La gare de Renaix vers 1910
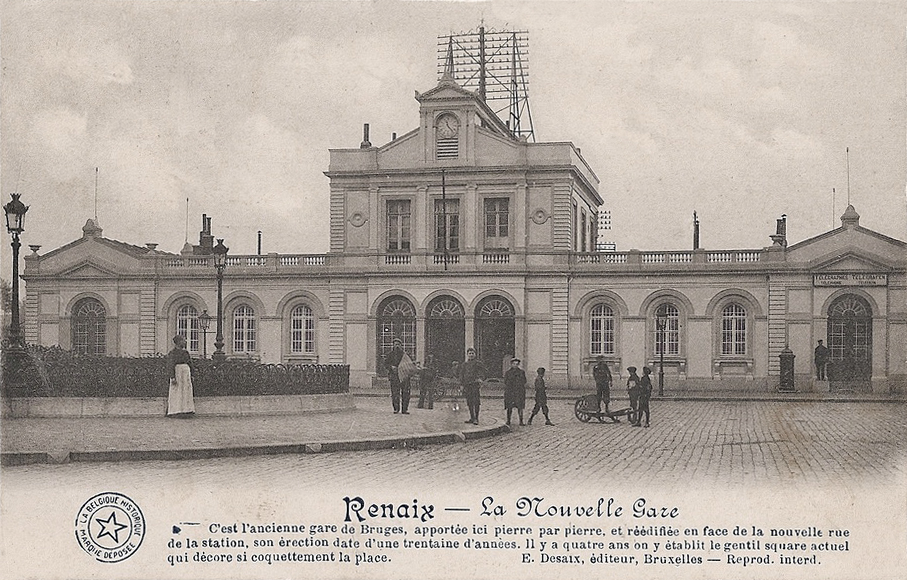
Côté ville.
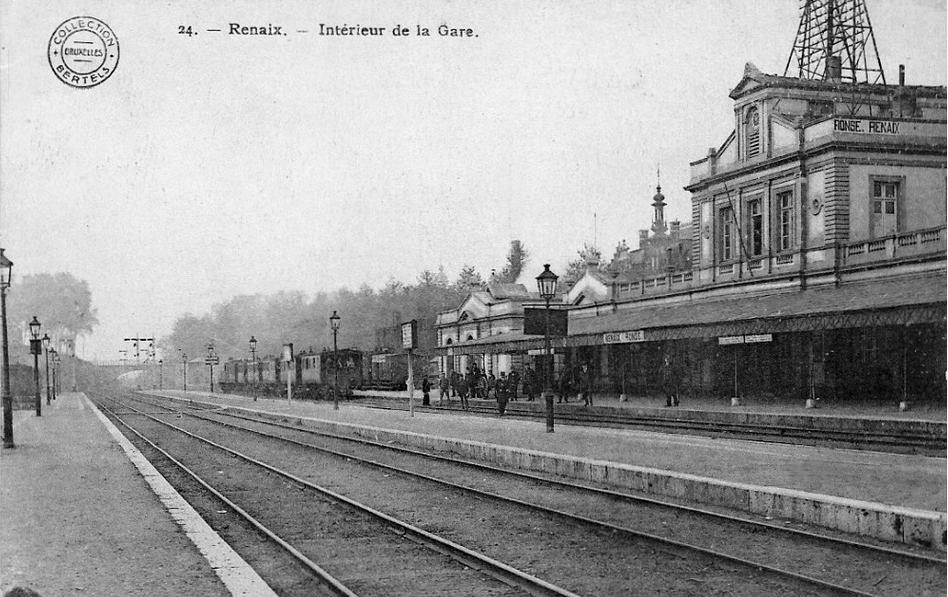
Côté voies.

L'intérieur du bâtiment a été radicalement rénové à plusieurs reprises, la dernière fois en 1959. À droite de la gare, un bâtiment téléphonique et télégraphique a été construit en 1905, dans un style similaire. Un niveau supplémentaire a été ajouté à ce bâtiment en 1931. Le passage à niveau de la rue d'Ath est supprimé en 1885. En 1888, la liaison est recréée par une passerelle piétonne dotée de rampes pour les petits chariots. Les Allemands font sauter le tablier de ce pont en 1918 ; il est remplacé en 1920.

La gare de passage
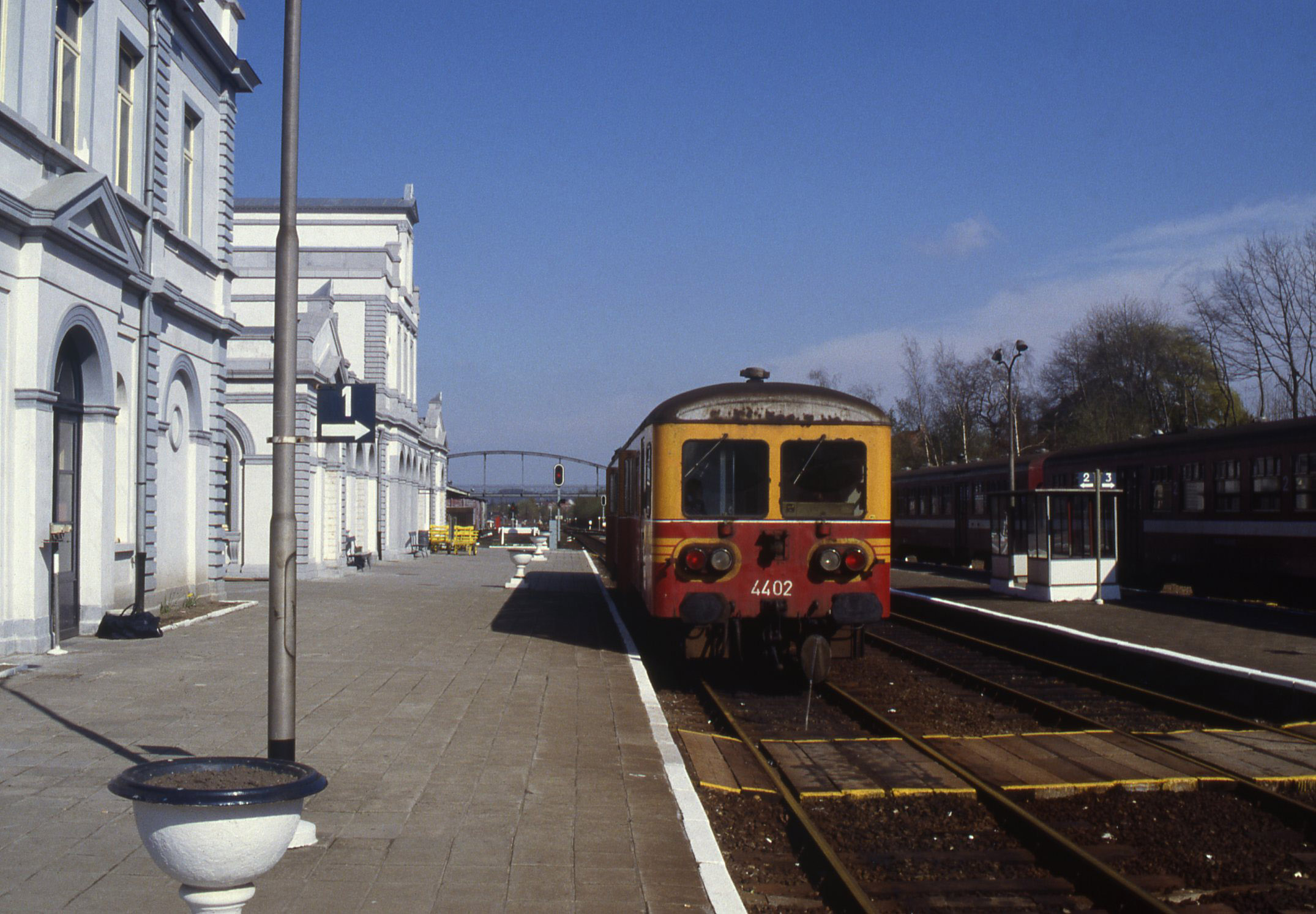
En 1991.
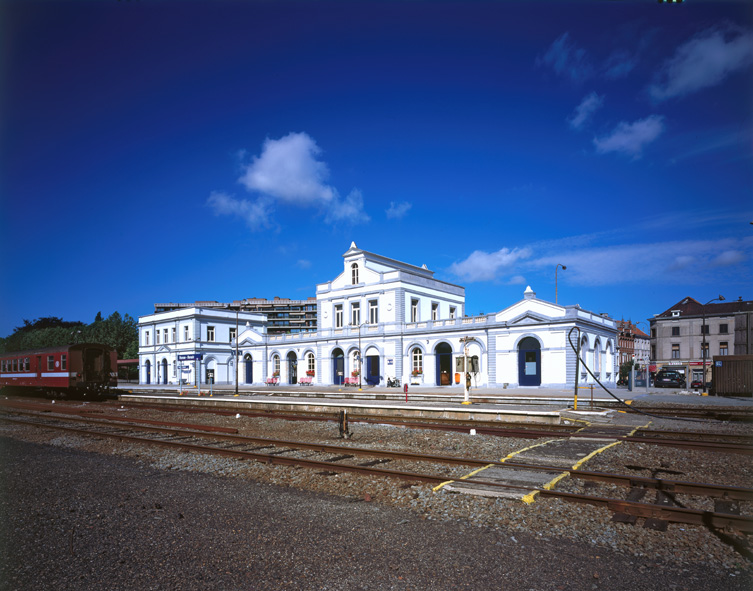
En 2005.
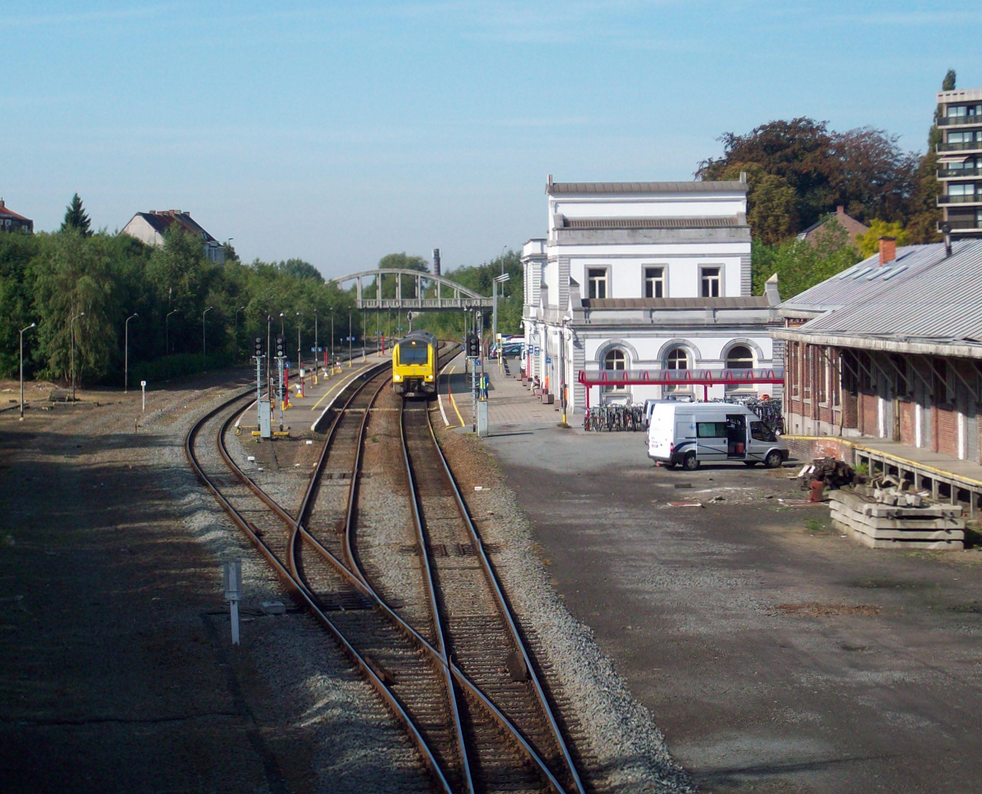
En 2009.

### Gare en cul-de-sac
Depuis juillet 2016, Renaix dispose de nouveaux quais reportés en direction de Gand. La gare n'a plus que 2 voies réparties sur 2 quais connectées en tête, contre 3 auparavant. Renaix étant une gare terminus n'accueillant le plus souvent qu'un train à la fois, les trains sont presque toujours de stationnés sur la première voie. Pour utiliser la voie 2, le voyageur n'a de choix que de contourner les voies par leur extrémité face à la gare, ce qui représente un long trajet jusqu'au parking tant que la passerelle historique n'est pas accessible. C'est probablement la raison pour laquelle la voie 1 est plus utilisée. La gare disposait autrefois d’un véritable faisceau de voie dont les restes sont clairement visibles (y compris l’éclairage de la plate-forme "perdue" dans l’espace vide à côté du complexe de la gare).

## Service des voyageurs

### Accueil
Gare SNCB, elle est équipée pour l'achat de titres de transport d'automates de vente ainsi que d'un guichet, ouvert les lundis, jeudis et vendredis.

### Desserte
Renaix est desservie par des trains Suburbains (S51) et d'Heure de pointe (P) de la SNCB, circulant sur la ligne commerciale 86 (voir brochure SNCB).
En semaine, la desserte comporte : des trains S51 entre Renaix, Audenarde, Gand-Saint-Pierre et Eeklo (toutes les heures) ; deux trains P entre Renaix, Gand-Saint-Pierre et Grammont (le matin, retour l’après-midi) ; un train S51 entre Renaix et Gand-Saint-Pierre (le matin, retour l’après-midi) ; un train P entre Grammont et Gand-Saint-Pierre (le matin, retour vers midi). Les week-ends et jours fériés, Renaix est uniquement desservie par des trains S51 entre Renaix et Eeklo, à la fréquence d'un train par heure le samedi et d'un toutes les deux heures les dimanches et fériés.

Installations et desserte
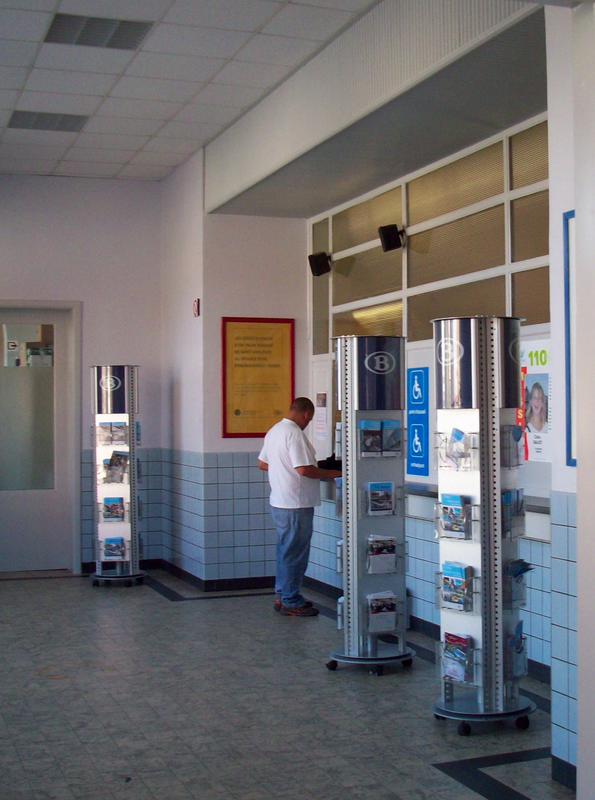
Guichet.
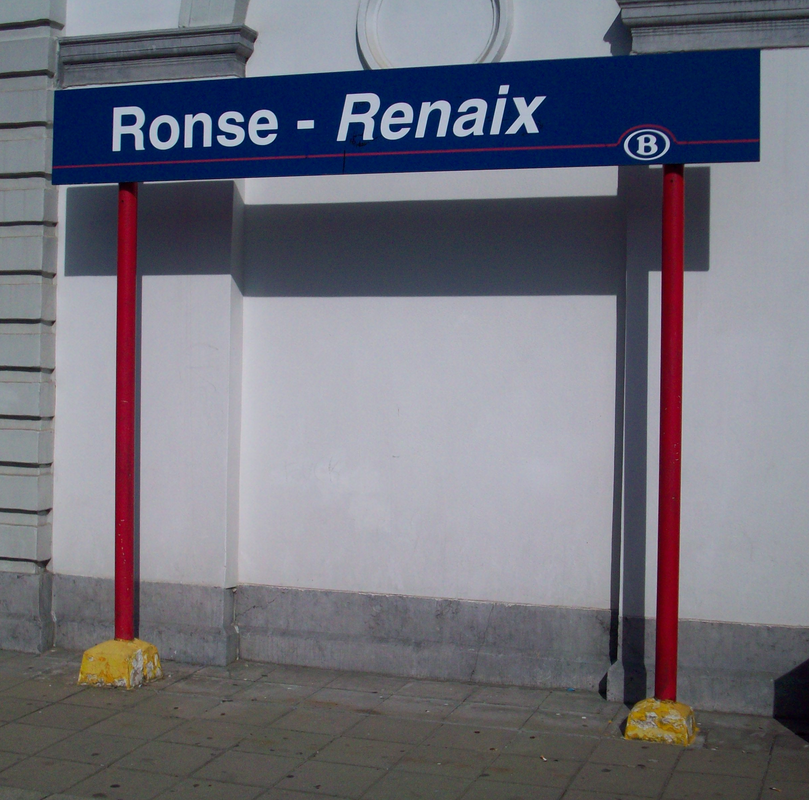
Signal bilingue.
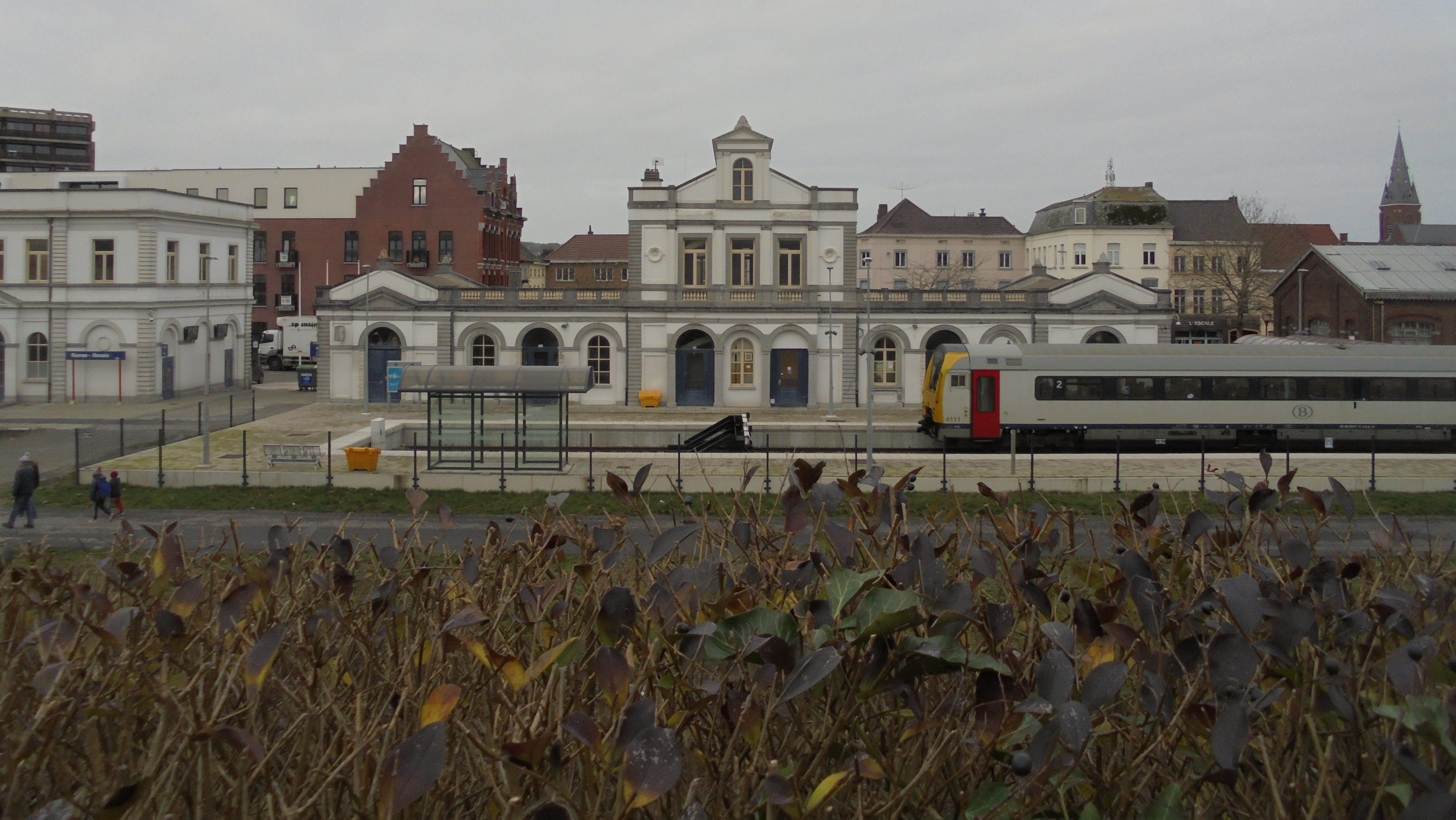
Gare en cul-de-sac (2019).

### Intermodalité
La gare de Renaix jouxte une gare routière couverte, où les bus partent, pas uniquement les bus De Lijn (quais les plus proches du bâtiments), mais également ceux de la TEC (quais plus éloignés). On trouve également un parking de la gare près de ce terminal de bus. Il contient environ nonante places, mais il est souvent complet, en partie à cause du fait que les usagers du bus utilisent également ce parking. Entre le bâtiment de la gare et le hangar à marchandises, un parking offre de la place pour environ 75 vélos tandis qu'un parking plus récent est positionné dans l'axe des voies disparues vers Leuze.

## Comptage voyageurs
Ce graphique et tableau montre le nombre de voyageurs embarquant en moyenne durant la semaine, le samedi et le dimanche.

Installations
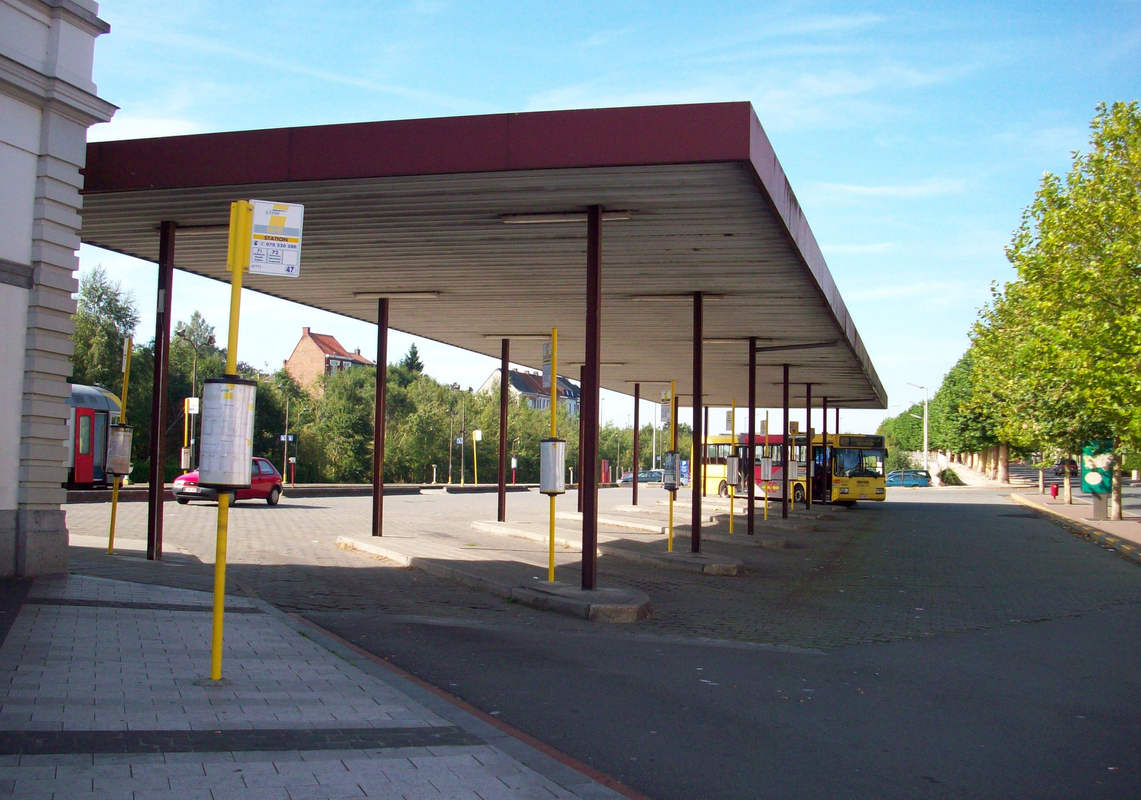
Gare routière.
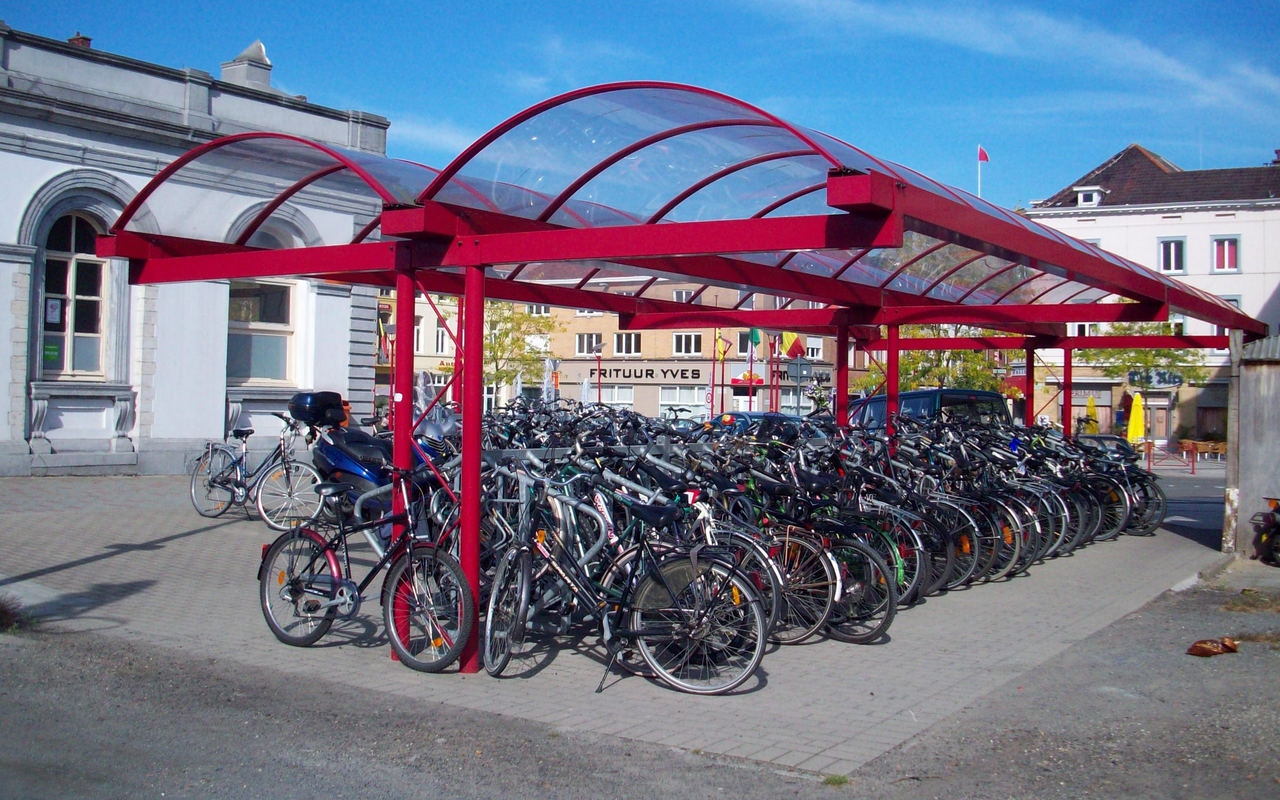
Local à vélos.

| Nombre de passagers qui embarquent à la gare de Renaix | Nombre de passagers qui embarquent à la gare de Renaix | Nombre de passagers qui embarquent à la gare de Renaix | Nombre de passagers qui embarquent à la gare de Renaix |
|                                                        | Semaine                                                | Samedi                                                 | Dimanche                                               |
| ------------------------------------------------------ | ------------------------------------------------------ | ------------------------------------------------------ | ------------------------------------------------------ |
| 1977                                                   | 988                                                    | 32                                                     | -                                                      |
| 1978                                                   | 809                                                    | 23                                                     | -                                                      |
| 1979                                                   | 814                                                    | 31                                                     | -                                                      |
| 1980                                                   | 887                                                    | 36                                                     | -                                                      |
| 1981                                                   | 957                                                    | 28                                                     | -                                                      |
| 1982                                                   | 854                                                    | -                                                      | -                                                      |
| 1983                                                   | 831                                                    | -                                                      | -                                                      |
| 1984                                                   | 720                                                    | 125                                                    | 161                                                    |
| 1985                                                   | 843                                                    | 183                                                    | 246                                                    |
| 1986                                                   | 768                                                    | 197                                                    | 167                                                    |
| 1987                                                   | 752                                                    | 141                                                    | 171                                                    |
| 1988                                                   | 608                                                    | 180                                                    | 225                                                    |
| 1989                                                   | 625                                                    | 168                                                    | 206                                                    |
| 1990                                                   | 641                                                    | 200                                                    | 250                                                    |
| 1991                                                   | 772                                                    | 260                                                    | 230                                                    |
| 1992                                                   | 634                                                    | 196                                                    | 259                                                    |
| 1993                                                   | 901                                                    | 240                                                    | 282                                                    |
| 1994                                                   | 791                                                    | 218                                                    | 243                                                    |
| 1995                                                   | 816                                                    | 195                                                    | 284                                                    |
| 1996                                                   | 706                                                    | 170                                                    | 181                                                    |
| 1997                                                   | 794                                                    | 249                                                    | 263                                                    |
| 1998                                                   | 1 162                                                  | 242                                                    | 311                                                    |
| 1999                                                   | 663                                                    | 162                                                    | 148                                                    |
| 2000                                                   | 790                                                    | 246                                                    | 238                                                    |
| 2001                                                   | 761                                                    | 163                                                    | 222                                                    |
| 2002                                                   | 739                                                    | 210                                                    | 214                                                    |
| 2003                                                   | 830                                                    | 245                                                    | 222                                                    |
| 2004                                                   | 836                                                    | 247                                                    | 256                                                    |
| 2005                                                   | 828                                                    | 274                                                    | 296                                                    |
| 2006                                                   | 852                                                    | 295                                                    | 216                                                    |
| 2007                                                   | 989                                                    | 246                                                    | 284                                                    |
| 2008                                                   | -                                                      | -                                                      | -                                                      |
| 2009                                                   | 1 053                                                  | 278                                                    | 351                                                    |
| 2010                                                   | -                                                      | -                                                      | -                                                      |
| 2011                                                   | -                                                      | -                                                      | -                                                      |
| 2012                                                   | 1 203                                                  | 351                                                    | 350                                                    |
| 2013                                                   | 1 277                                                  | 321                                                    | 395                                                    |
| 2014                                                   | 1 163                                                  | 393                                                    | 462                                                    |
| 2015                                                   | 1 071                                                  | 321                                                    | 300                                                    |
| 2016                                                   | 1 083                                                  | 289                                                    | 382                                                    |
| 2017                                                   | 1 084                                                  | 329                                                    | 391                                                    |
| 2018                                                   | 1 088                                                  | 435                                                    | 409                                                    |
| 2019                                                   | 1 212                                                  | 484                                                    | 275                                                    |
| 2020                                                   | 791                                                    | 148                                                    | 233                                                    |
| 2021                                                   | -                                                      | -                                                      | -                                                      |
| 2022                                                   | 893                                                    | 518                                                    | 385                                                    |
| 2023                                                   | 1 210                                                  | 545                                                    | 397                                                    |
| 2024                                                   | 1 266                                                  | 280                                                    | 215                                                    |

- Installations
- Gare routière.
- Local à vélos.

## Patrimoine ferroviaire
L'ancien bâtiment des recettes de la issu de la gare de Bruges et dû à l'architecte Auguste Payen. Construit en 1844 à Bruges, il est déconstruit en 1879 pour être reconstruit en gare de Renaix où il est inauguré en 1881. Reprenant avec exactitude, mais selon une position inversée, la disposition qui était la sienne à Bruges, il se compose d'un volume central de trois travées au toit à arête transversale dont la pointe est remplacée par une extension sous fronton faisant office de tour-lanterne qui accueillait une horloge, remplacée plus tardivement par une simple fenêtre. De part et d'autre se trouvent deux ailes basses de trois travées, au toit masqué par des balustres, menant à un pavillon plus haut et plus large mais dépourvu d'étage supplémentaire.
Le service des postes et télégraphes, installé à l'origine dans le pavillon de droite, reçoit en 1906 un bâtiment séparé. Alors construit sous la forme d'un bâtiment de trois cinq travées, dont trois grandes et deux petites, uniquement côté rue, il n'avait pas d'étage mais un pseudo-fronton en son centre avec une section à toiture transversale. Son style néo-classique reproduit fidèlement celui du bâtiment d'Auguste Payen mais en 1931, un étage doit être ajouté, avec cinq petites fenêtres par face, tandis que la façade côté quai est remodelée à l'image de celle côté rue. Le toit à deux croupes est masqué par un parapet. Comme le bâtiment de 1842, sa façade est en brique recouverte d'enduit en plâtre avec des ornements, pilastres à refends, bandeaux et entourages de baies en pierre de taille. Le toit est en zinc, les ouvertures du rez-de-chaussée sont à arc en plein cintre.

Bâtiment d'Auguste Payen
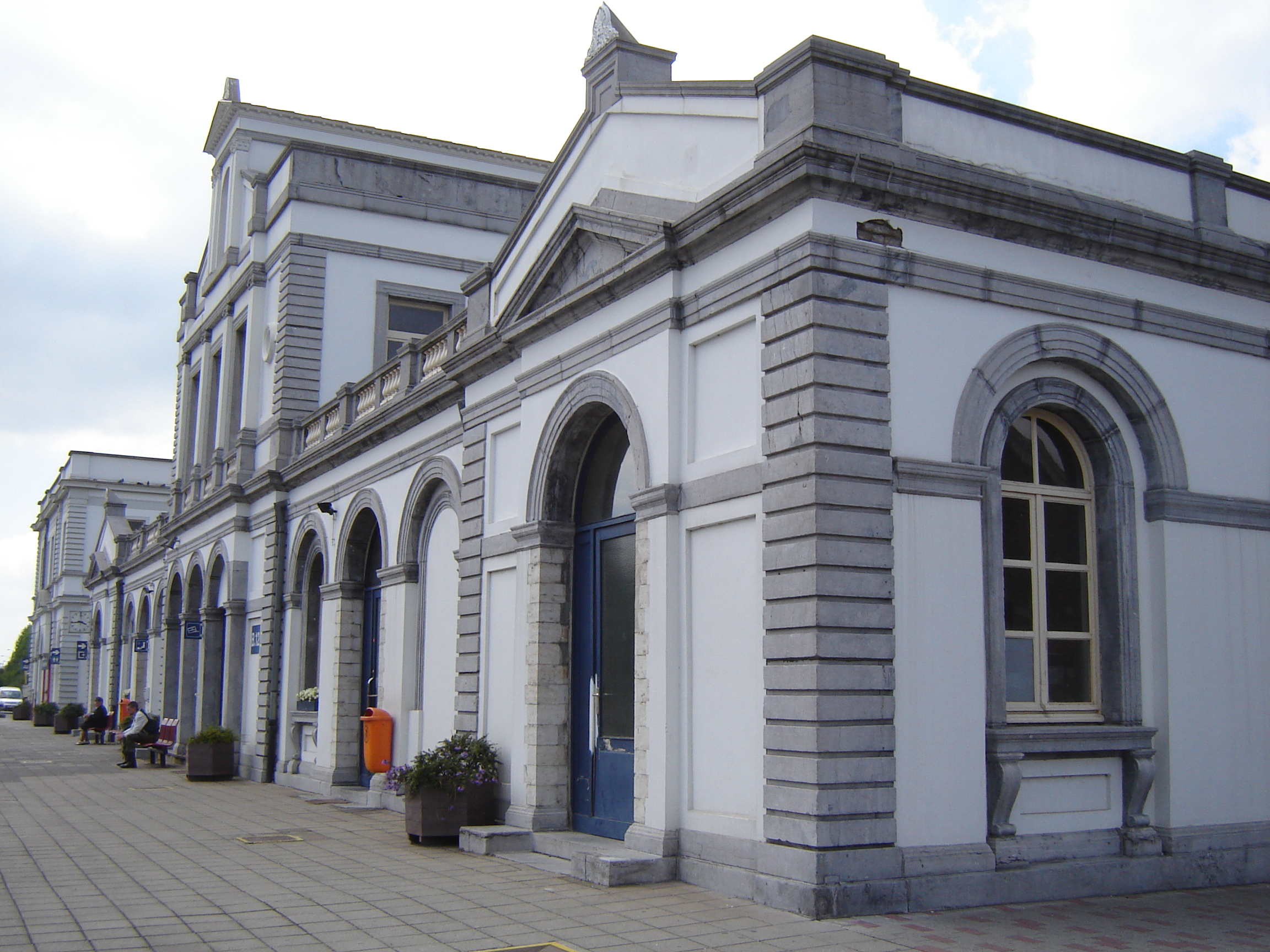
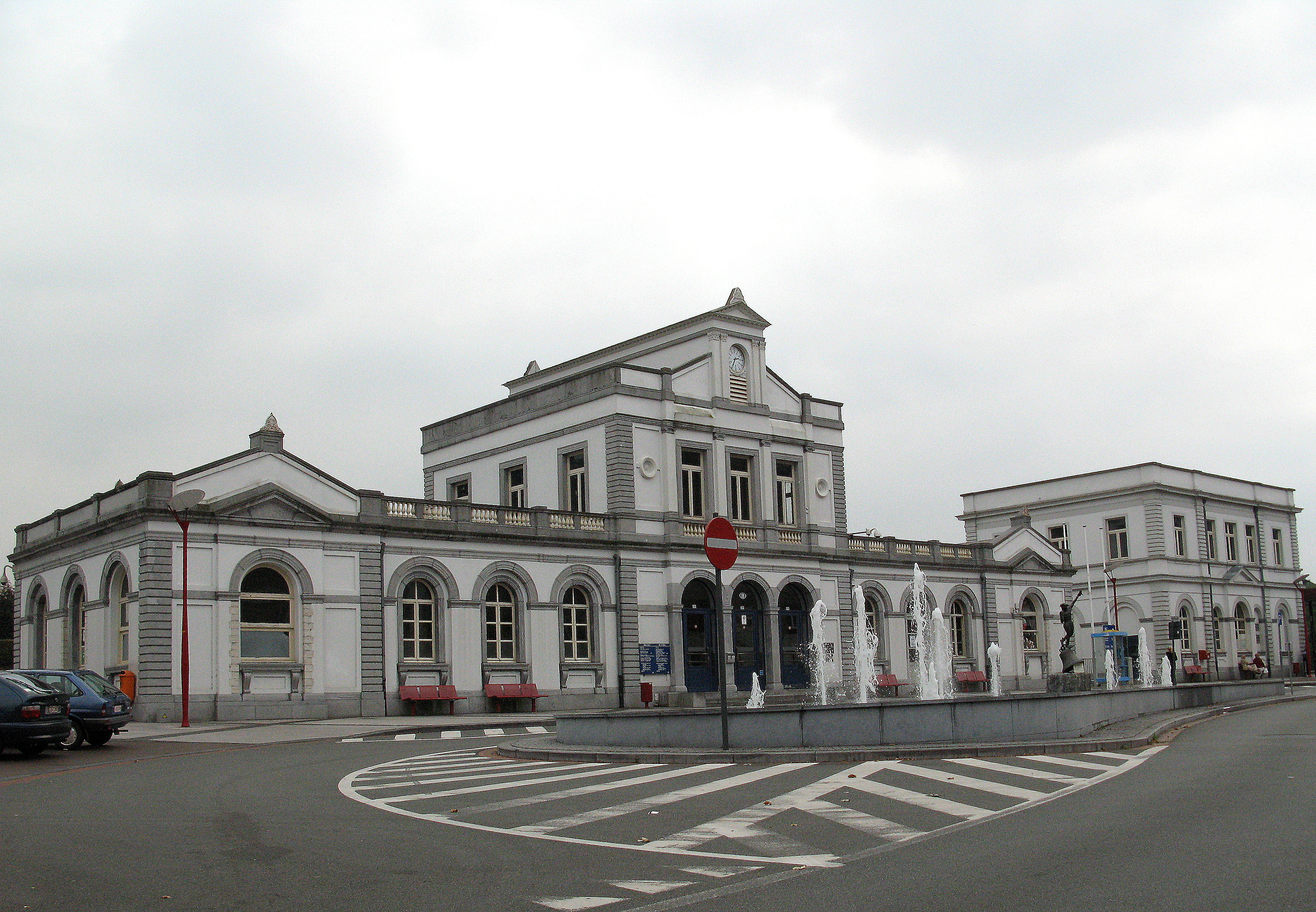
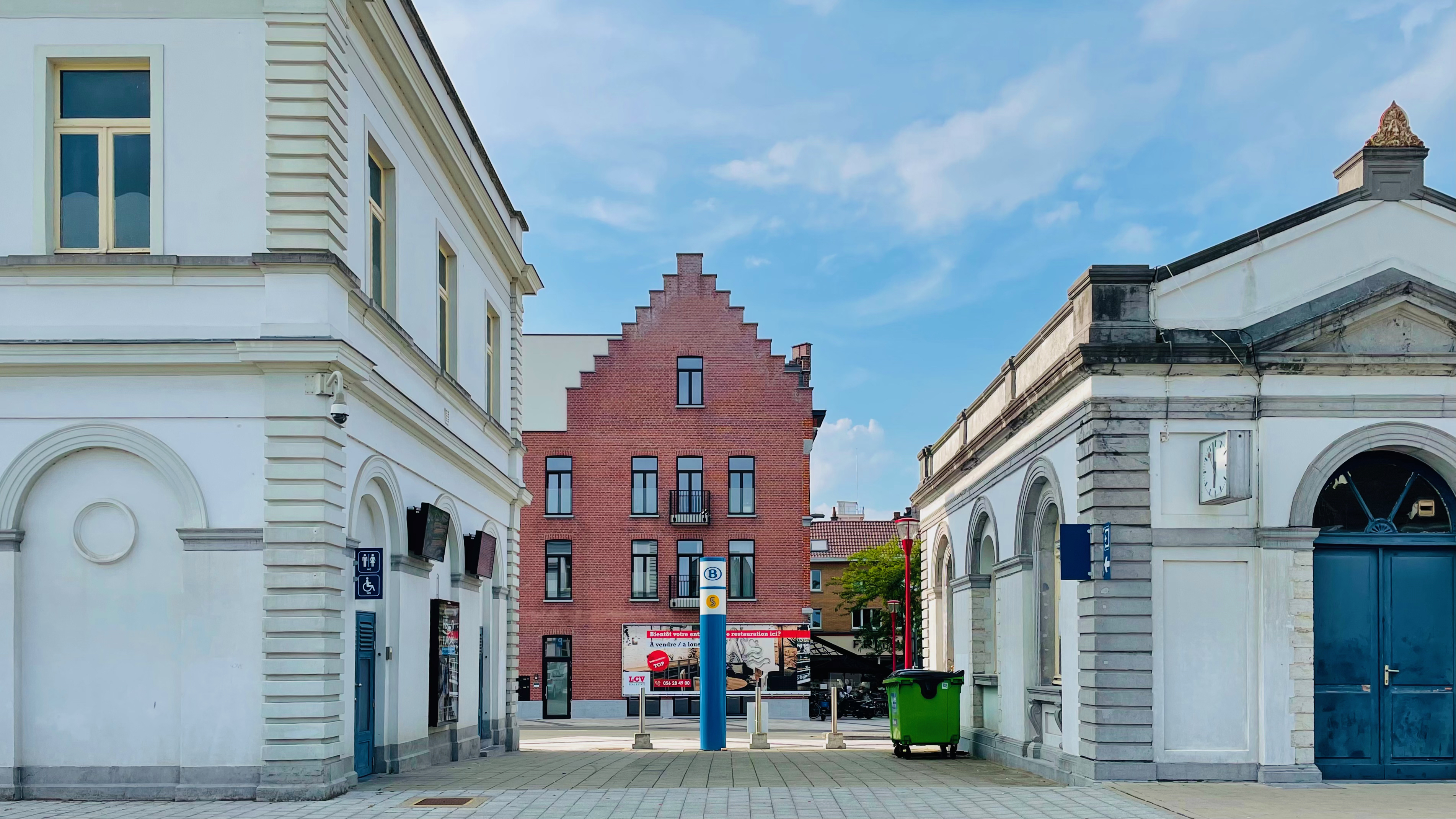

Sur la gauche de la gare, à l'emplacement du premier bâtiment de gare en briques apparentes, se trouve la halle aux marchandises construite en 1886 et reconstruite en 1924 par l'architecte V. Dupont. Elle affiche un total de 29 travées, dont 25 positionnées sous un préau desservant un quai de chargement avec une alternance et de fenêtres. Ce bâtiment de style fonctionnel utilise des éléments standard de halle à marchandises "État belge" ; son toit est en zinc, la façade en brique nue possède peu de décorations mis à part au niveau des quatre travées correspondant à la partie bureaux. Une extension débordante du toit sert de auvent au niveau des portes de chargement, avec des consoles en acier supportées par de la pierre taillée, une corniche en bois et des portes pour les marchandises remplacées par des volets métalliques à entourage en béton. Inutilisée, la halle est l'objet de plusieurs tentatives de réhabilitation. Un projet de lofts, bureaux et espace horeca à l'intérieur de la halle désaffectée est à l'étude en 2021.
L'ensemble du site est un monument protégé depuis 1999. Ce statut concerne aussi la passerelle piétonne, fermée aux voyageurs vers 2013, elle doit être réhabilitée.

Halle à marchandises et passerelle
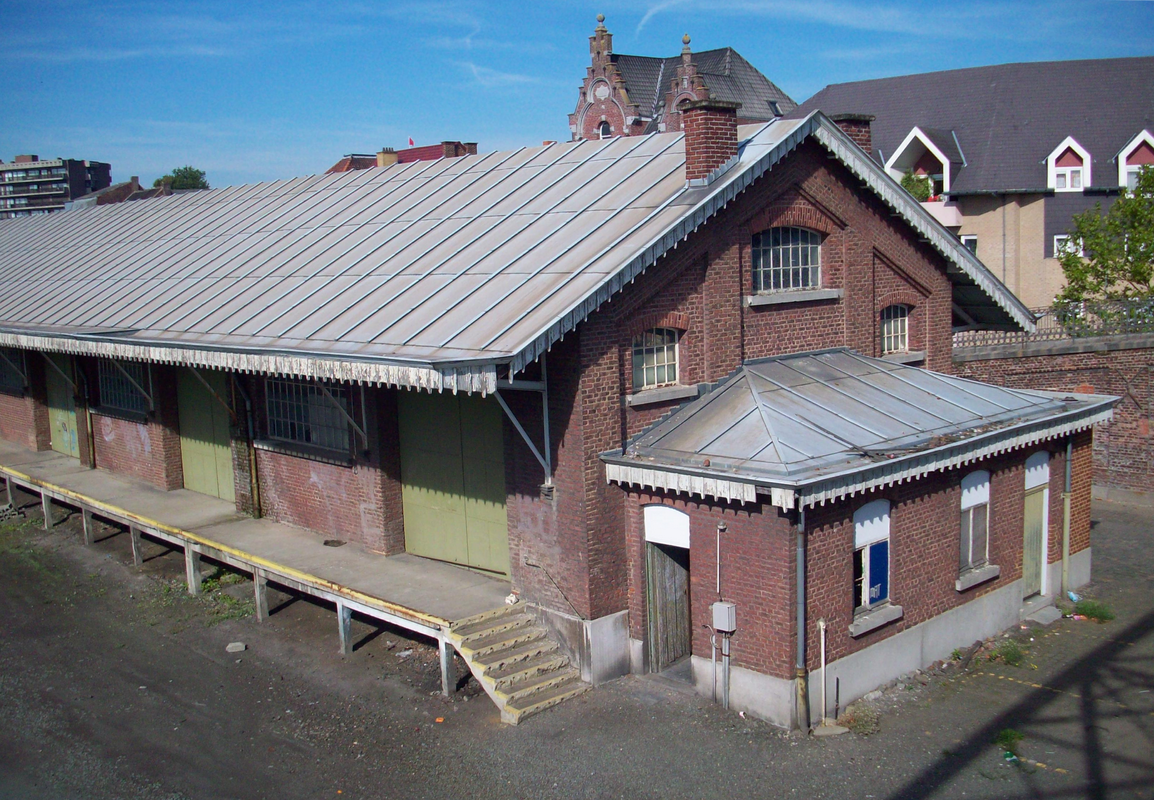
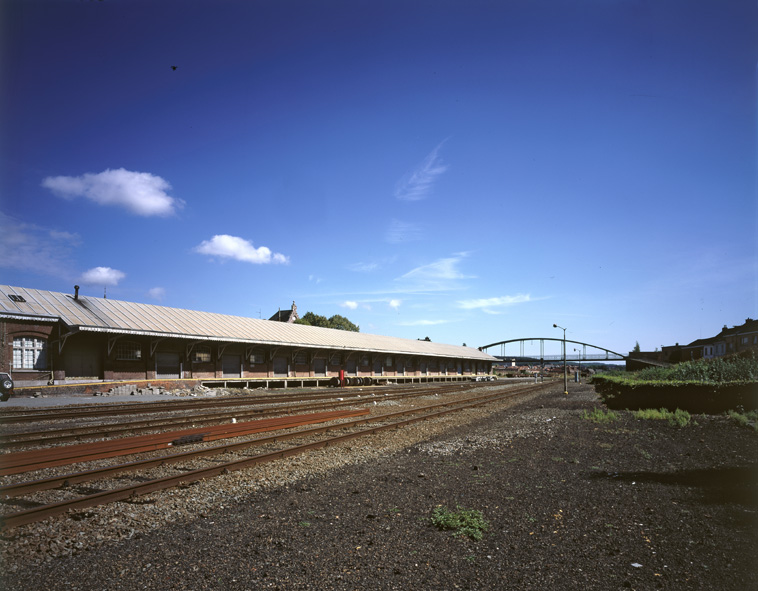
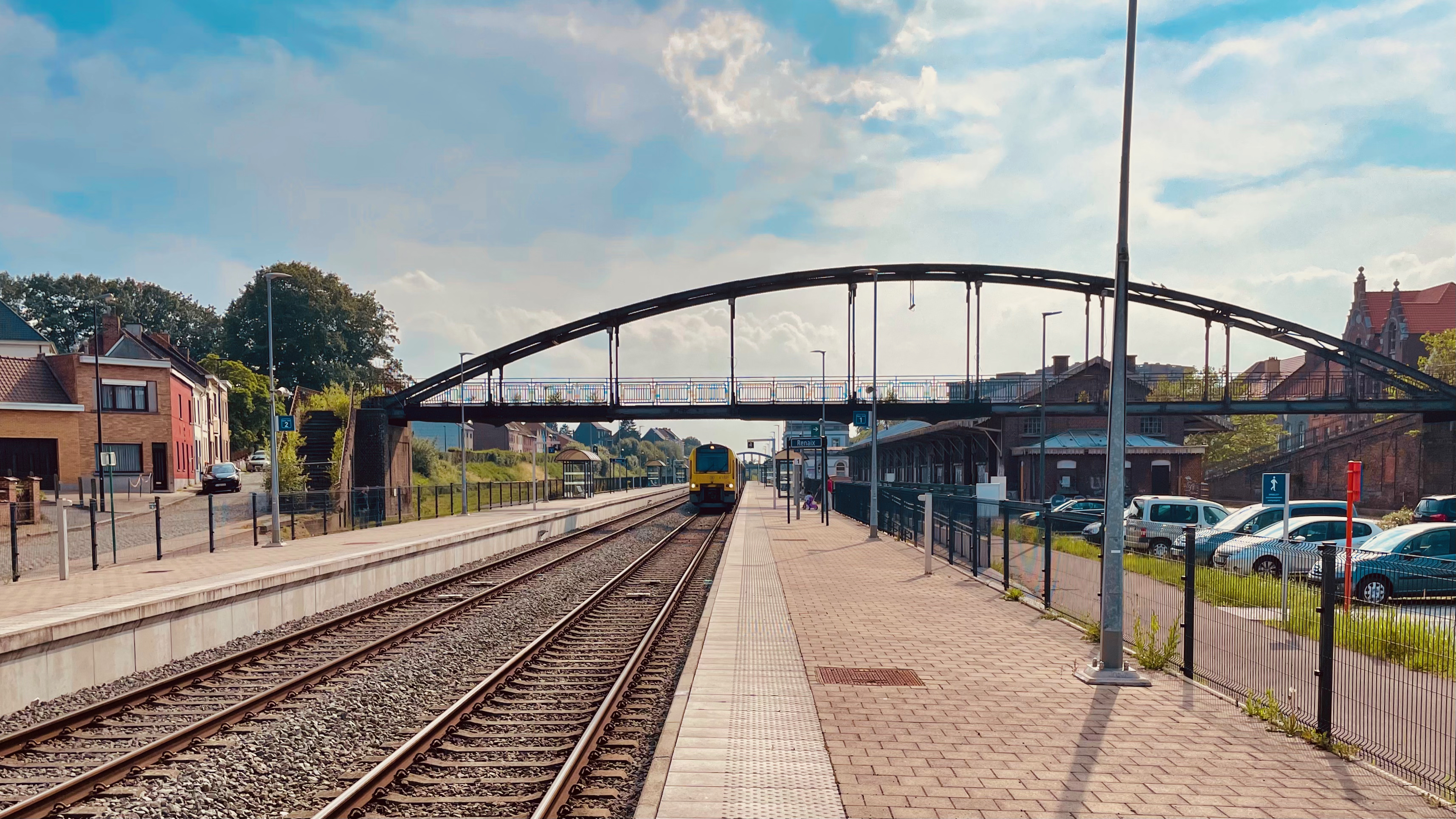